# L'Espagnol (roman)
L'Espagnol est un roman de l'écrivain Bernard Clavel publié en 1959 aux éditions Robert Laffont.
En 1967, l'ORTF confia à Jean Prat la réalisation d'une adaptation en 2 épisodes du roman.

## Présentation
L'Espagnol fait partie des romans de Bernard Clavel qui se déroulent dans son pays d'origine, le Jura, comme Le Silence des armes ou Meurtre sur le Grandvaux.
Dans cette guerre où il se sent étranger, Pablo Sanchez se prend à aimer cette terre si différente de celle qu'il connaît et, nous dit Bernard Clavel, « poursuit obstinément une  œuvre de paix. »

## Contenu et résumé

Vignoble du Jura

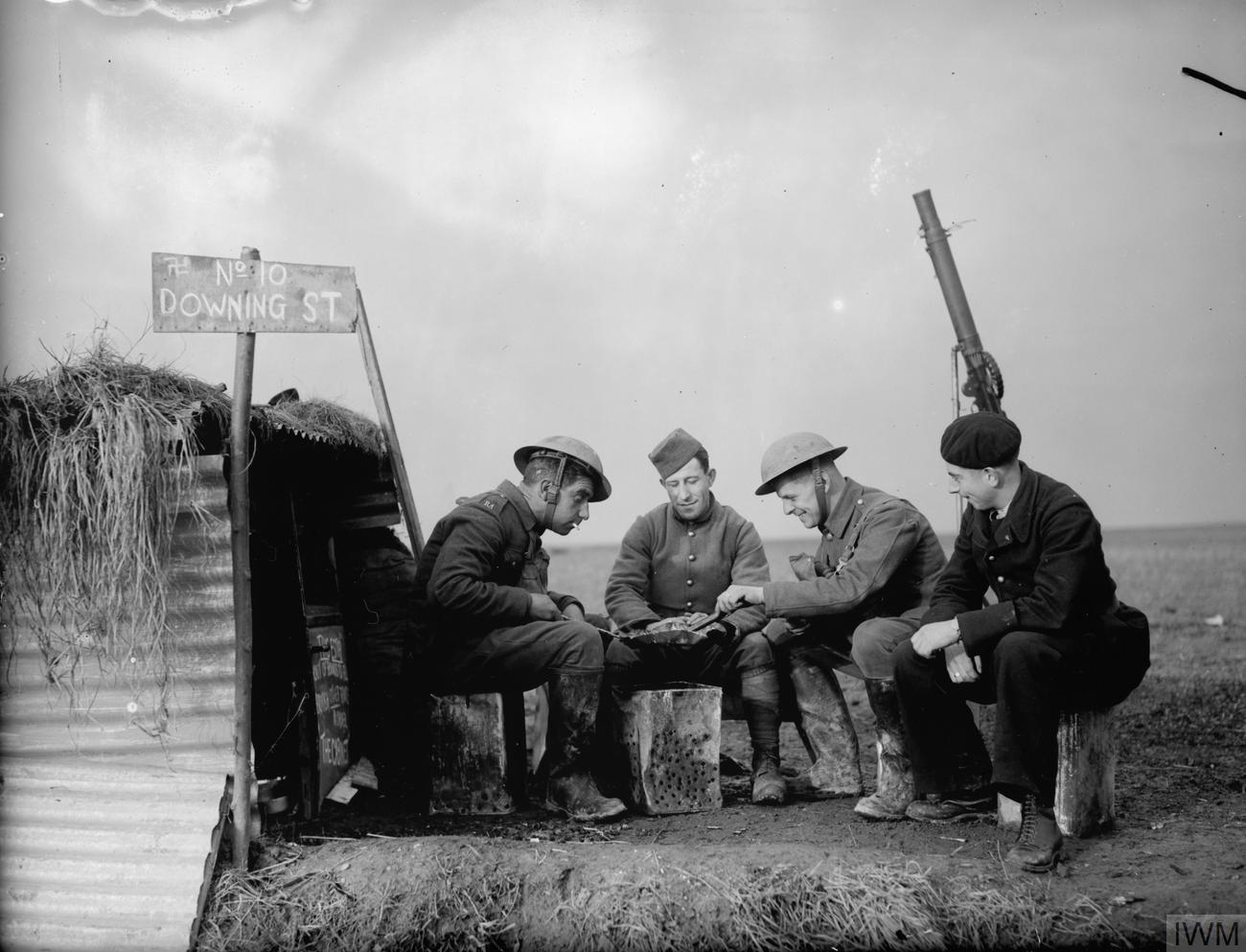
La Drôle de guerre

Pablo et Enrique, réfugiés de la guerre civile espagnole, arrivent dans cette région du Revermont jurassienne, pays de vigne où l'on produit le célèbre vin jaune. La vie y est dure, surtout en cette année 1939 où les forces vives françaises sont mobilisées dans ce qu'on appellera la Drôle de guerre.

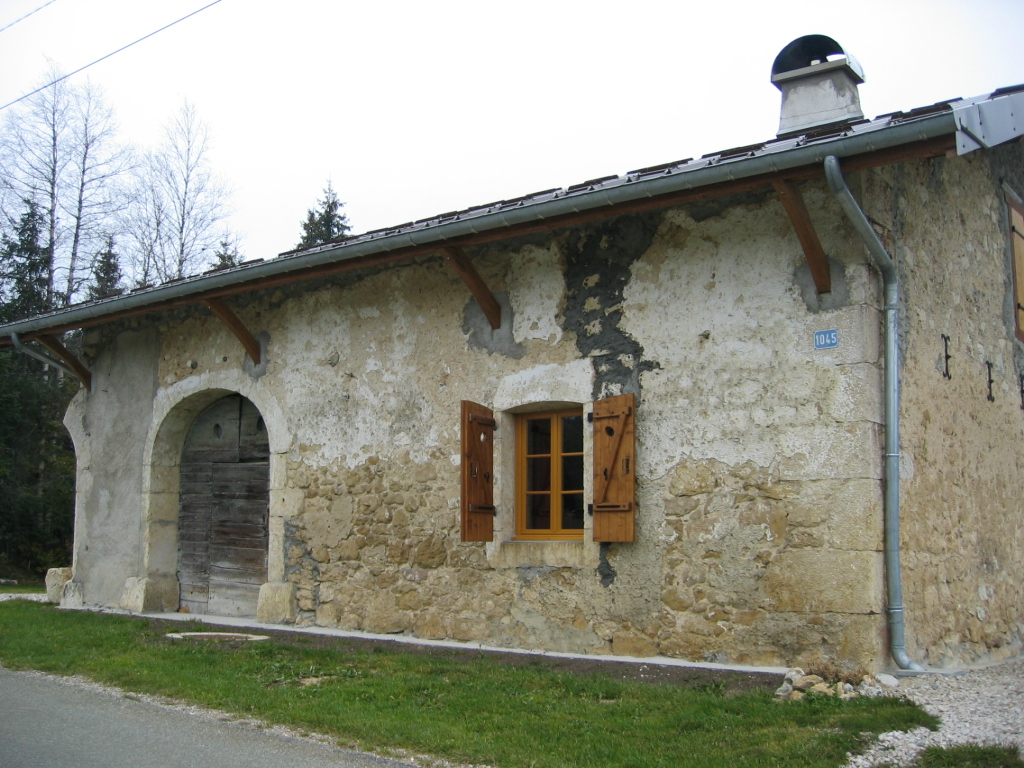
Jura : ferme typique

Ils arrivent à l'automne juste pour participer aux vendanges, travail particulièrement éprouvant dans des vignes en forte pente où la terre colle aux pieds dans l'humidité automnale. Si Pablo se fait bien à sa nouvelle vie, Enrique ne s'y adapte pas et repart vite participer à la drôle de guerre. Ils découvrent les paysans qui les hébergent, son patron Lucien Bichat avec sa patte folle, sa femme Germaine qui mène l'exploitation d'une main ferme, Jeannette la fille simple d'esprit et Marguerite et Clopineau qui viennent régulièrement aider à la vendange et aux travaux des champs.
Pablo, l'Espagnol, s'attache insensiblement à cette terre qui lui redonne le goût de vivre, entre tendresse et espoir. L'image de Mariana, sa femme tuée pendant la guerre civile, lui laisse quelques répits, même si elle hante encore certaines nuits et reste lovée dans son esprit. Il s'est habitué aux travaux de la ferme, qu'il finit par aimer, même s'il a gelé à pierre fendre, même si l'hiver a été rude cette année.
Au printemps 1940, l'histoire s'emballe et la vie à la ferme est bouleversée : victime d'une attaque, le patron est mort en quelques semaines, la France est envahie et Germaine ne sait ce qu'est devenu son fils Pierre. Pour eux, la débâcle c'est de longues files de réfugiés, de gens qui fuient la guerre, qui passent sur la grand route dans la vallée. Eux-mêmes, Pablo, la patronne et Jeannette se sont cachés sur les hauteurs du village, effrayés par l'avance allemandes. Ces journées vécues ensemble les rapprochent insensiblement, ils pensent déjà à l'avenir, envisagent d'acquérir une vigne à l'abandon.

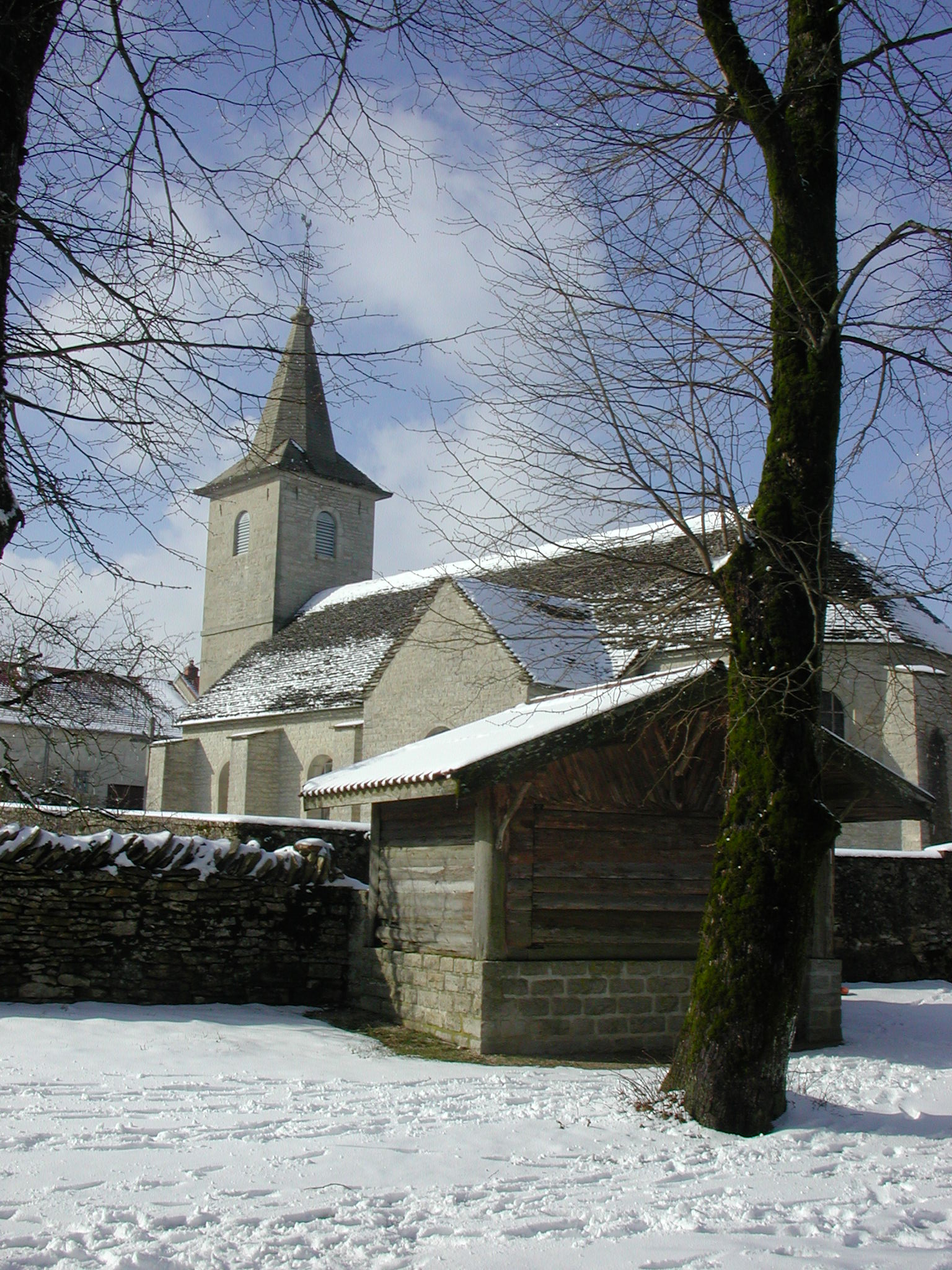
Village jurassien

À la ferme, la guerre semblait loin, la vie avait repris. Pablo et Germaine parlaient avenir, matériel agricole, achetaient une belle vigne près du village. Comme pour mieux nier la guerre, comme si le cours des saisons gommait la réalité et la peur des lendemains. D'autres hivers revinrent, ces longs hivers jurassiens, avec parfois le vent qui l'accompagnait et dont Clopineau disait : « Quand il neige de bise, il neige à sa guise », expression qu'on retrouve aussi dans Le Voyage du père, cet autre roman de Bernard Clavel qui débute également dans ces villages au-dessus de Lons-le-Saunier, ce Revermont jurassien qui produit le fameux vin jaune.
Ils se voulaient comme un îlot de paix dans un océan de guerre, isolés dans un monde gangrené par la violence, « la guerre était là. Jusqu'à présent, Pablo lui avait tourné le dos, mais elle venait d'entrer dans la pièce. » Inéluctablement, un jour la guerre les a rattrapés, Enrique revient et veut entraîner Pablo dans la résistance. Pourtant, il a promis à Germaine mais il est toujours en situation irrégulière... de plus en plus mal à l'aise, il finira par rejoindre Enrique dans son maquis.
Pour écrire cette dernière partie de son roman, Bernard Clavel a largement puisé dans ses souvenirs personnels :
- La vie dans ce maquis du Jura qu'il finira lui-même par rejoindre ;
- Cet homme qui a vendu des camarades et dont il ne supporte pas qu'on le torture, malgré ce qu'il a fait[5] ;
- L'attaque de Lons-le-Saunier par la Résistance en juin 1944, qui fera beaucoup de morts sans grands résultats et que Bernard Clavel jugera prématurée[6]. « À Lons avant de partir, les Allemands avaient incendié tout un quartier. Ils avaient fusillé beaucoup de monde. »

Pablo pensait à son existence au village avec Germaine et les autres, « tout ça c'était un peu comme une île de vie dans un monde de guerre et de mort. » La peur au ventre dans cette fin de guerre où Pablo se sentait étranger, la honte qui l'envahit face aux tortures infligées à cet homme compromis avec la Milice.
C'est ce qu'éprouve Pedro : La peur et la honte, comme ce titre que Bernard Clavel retiendra en 2005 pour préfacer l'ouvrage de Nakazawa Keiji J'avais six ans à Hiroshima, le 6 août 1945, 8h15.
« Ici la guerre était passée », l'armée allemande refluait rapidement vers l'est comme dans La Retraite aux flambeaux, mais au village, le fils est revenu et il veut tout vendre pour s'installer en ville. Le rêve de Germaine et de Pablo s'écroule. Elle est trop faible avec ce fils qui croit aux mirages de la grande ville. Pablo a conservé la terre du Brûlis, la Noire, sa fidèle jument et un peu de matériel agricole.
Désormais, il est bien le seul à s'intéresser au sort de Jeannette, placée dans un établissement à Lons-le-Saunier, qu'il va voir tous les dimanches.